# Péter apostol cselekedetei

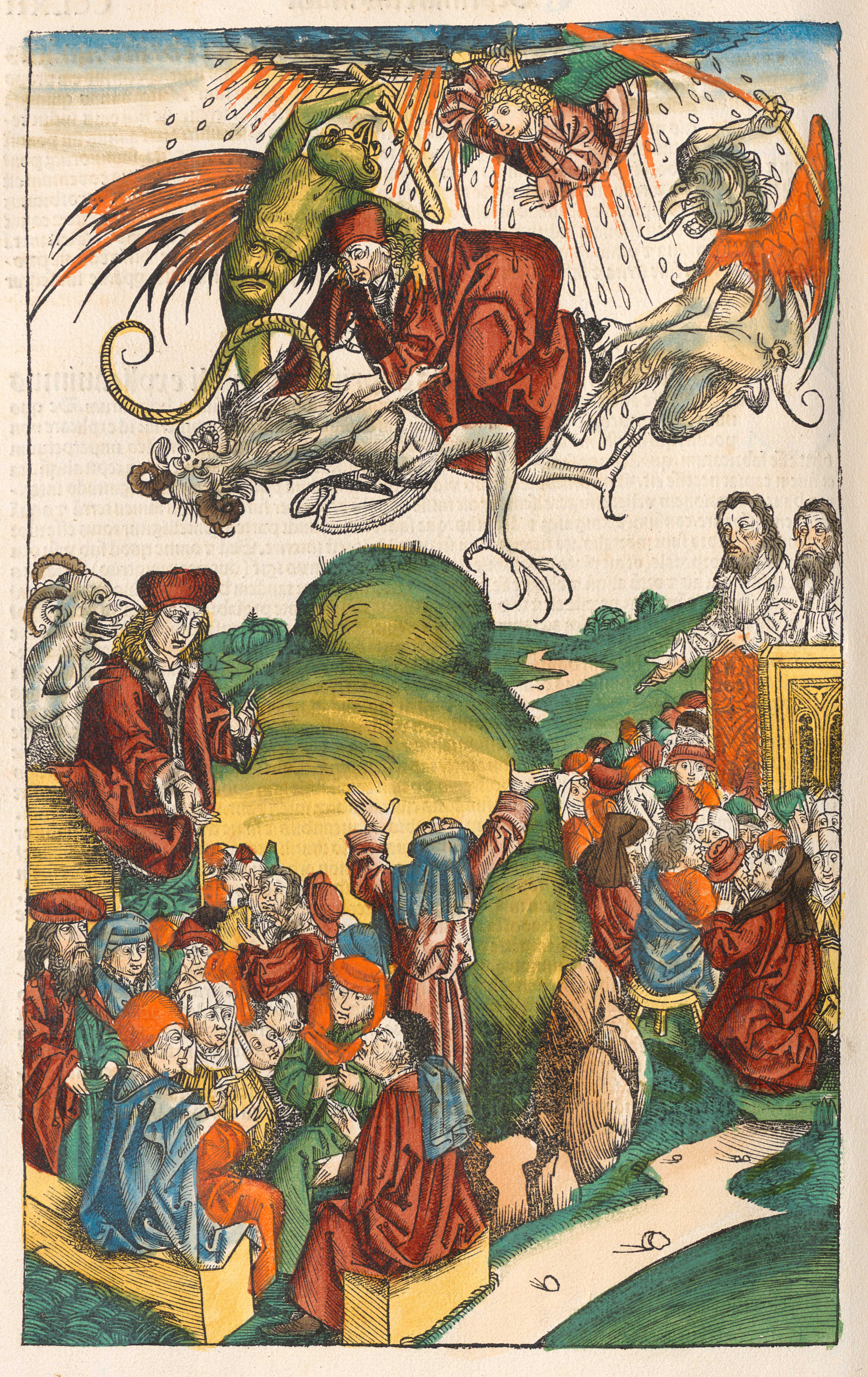
Simon mágus halála, középkori fametszet (1493)

Péter apostol csekedetei újszövetségi apokrif irat. 

## Szerzősége
A mű eredetileg koiné görög nyelven íródott.  
A kutatók szerint a 2. század végén, valószínűleg Kis-Ázsiában keletkezett.
Fogalmazása meglehetősen hasonlít négy másik apokrif műhöz: András cselekedeteihez, János cselekedeteihez, Pál cselekedeteihez és Tamás cselekedeteihez. Emiatt hagyományosan mind az öt művet egyetlen szerzőnek tulajdonították. A 4. századi Epiphaniosz a szerzőt János apostol társának nevezte. Állítására nincs bizonyíték.
Úgy gondolják, hogy a manicheusok a 4. század végére egyetlen korpuszba gyűjtötték össze ezt az öt apokrif iratot.  A jelenlegi konszenzus az, hogy az öt mű összefügg egymással, de öt külön szerző írta őket.

## Történet
A mű elbeszéli Péter apostol és Az apostolok cselekedeteiből is ismert Simon mágus „harcát”. A könyv szerint Jézus felszólította Pétert Jeruzsálemben, hogy menjen Rómába, és harcoljon ott a csodákat művelő Simon mágussal. Péter ezért elment Rómába, és leleplezte Simont, majd ott prédikációival és csodatetteivel sok hívet szerzett a kereszténységnek. Nero római császár ki akarta végeztetni, de Péter elmenekült Rómából.
Menekülése közben találkozott a Róma felé tartó Jézussal, akitől megkérdezte, hogy hová megy ("Qou vadis, Domine?"). Jézus azt válaszolta, hogy Rómába megy, és Péter helyett ismét keresztre feszítteti magát. ("Romam eo iterum crucifigi!") Péter ekkor elszégyellte magát, és visszament Rómában, ahol végül is őt feszítették keresztre – de kérésére, hogy ne legyen egyenlő Jézussal – fejjel lefelé.

## Hatása
A műben leírtak később nagy hatással voltak a képzőművészetekre, irodalomra.